# Habitatge de la plaça de la Vila, 35 (Martorell)
L'Habitatge de la plaça de la Vila, 35 és una obra del municipi de Martorell (Baix Llobregat) inclosa en l'Inventari del Patrimoni Arquitectònic de Catalunya.

## Descripció
Es tracta d'un habitatge entre mitgeres estructurat en planta baixa i tres pisos superiors. Els baixos estan ocupats per un local d'ús comercial. Les obertures dels dos primers pisos són arcs escarsers, les dues finestres tenen ampits de pedra i els balcons, baranes de ferro molt simples. L'últim pis té tres arcs de mig punt a manera de galeria. L'edifici és rematat per una cornisa sobresortint.
Hi ha esgrafiats, són l'element més destacat de l'habitatge, de fons vermellós amb els motius blancs. Tota la part central queda emmarcada formant una composició de gran qualitat rítmica i harmònica. Sanefes verticals amb fullam, filigrana, medallons i petites figures. La part alta està decorada amb una greca de figures geomètriques.
Cada buit de la façana és ornat amb temàtica diferent: fulles, flors, cintes, medallons, petits àngels, hídries, espigues i bagues

## Història
A la segona meitat del segle xviii la tècnica de l'esgrafiat va ser àmpliament aplicada a les façanes barcelonines, que trobaven així una decoració atractiva i relativament econòmica. La majoria dels esgrafiats de Martorell són localitzats a la Vila, i el més antic que es conserva és del 1821, obra probable d'un artista italià, i és l'únic que té el color blanc sobre fons gris. Lamentablement, varen desaparèixer altres esgrafiats del segle xviii, com els de cal Montaner o cal Llesques.
Entre 1936 i 1937 fou restaurat per Ferran Serra.